# Joy Belmonte
Maria Josefina Tanya "Joy" Go Belmonte Alimurung, född 15 mars 1970 i Quezon City, är en filippinsk politiker. Hon är Quezon Citys borgmästare sedan 2019.
Belmonte är dotter till Betty Go-Belmonte, medgrundare till tidningen The Philippine Star, och Feliciano Belmonte Jr., politiker och journalist. Två av hennes bröder driver The Philippine Star.
Hennes far var borgmästare i Quezon City 2001–2010. När han istället kandiderade till Filippinernas representanthus i valet 2010 ställde istället Quezon Citys dåvarande viceborgmästare Herbert Bautista upp i valet till borgmästare, med Joy Belmonte som kandidat till vice borgmästare. Han vann valet 2010 och återvaldes maximala två gånger med Belmonte som medkandidat. I maj 2019 ställde Belmonte upp i valet av borgmästare och vann med 54 procent av rösterna.